# Riparazione del DNA

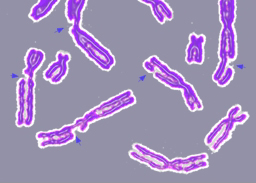
Il danno al DNA determina rotture cromosomiche multiple

La riparazione del DNA è un processo che opera costantemente nelle cellule; essa è essenziale alla sopravvivenza in quanto protegge il genoma da danni e mutazioni nocive. Nelle cellule umane, sia le normali attività metaboliche che i fattori ambientali (quali i raggi UV) possono causare danno al DNA, determinando almeno 500000 singole lesioni molecolari per cellula al giorno. Tali lesioni provocano danno strutturale alla molecola di DNA, e possono alterare in maniera drammatica il modo in cui la cellula legge le informazioni contenute nei suoi geni. Di conseguenza, il processo di riparazione del DNA deve lavorare in continuazione, per correggere qualsiasi danno nella struttura del DNA.
Quando la cellula invecchia, tuttavia, la velocità di riparazione del DNA decresce fino a che non può tenere più il passo con la creazione del danno al DNA. A quel punto la cellula va incontro ad uno dei tre possibili destini:
1. Uno stato di dormienza irreversibile, detto senescenza.
2. Il suicidio della cellula chiamato apoptosi o morte cellulare programmata.
3. La carcinogenesi, ossia la formazione del cancro.

La maggior parte delle cellule del corpo diviene inizialmente senescente. Poi, dopo un danno irreparabile al DNA, va incontro ad apoptosi. In tal caso, l'apoptosi rappresenta un meccanismo di ultima istanza per prevenire la trasformazione carcinogenica di una cellula, pericolosa per l'organismo.
Quando le cellule divengono senescenti, le alterazioni nella biosintesi e nel turnover determinano una minore efficienza nel loro funzionamento, causando inevitabilmente malattia. La capacità di riparazione del DNA in una cellula è vitale per l'integrità del suo genoma e quindi per il normale funzionamento della cellula stessa e di tutto l'organismo. Molti geni, originariamente ritenuti capaci di influenzare la durata della vita, si sono dimostrati coinvolti nella riparazione e nella protezione dal danno al DNA.
Errori nella correzione delle lesioni in cellule che producono gameti danno origine ad una progenie mutata e quindi possono influenzare la velocità di evoluzione.
«Per i loro studi sui meccanismi di riparazione del DNA» il Premio Nobel per la chimica del 2015 è stato assegnato a Tomas Lindahl, Paul Modrich e Aziz Sancar.

## Danno del DNA
Il danno al DNA, causato da normali processi metabolici nella cellula, si verifica ad un tasso che varia da 1000 ad un milione di lesioni molecolari per cellula al giorno. Tuttavia, molte cause di danneggiamento possono incrementare questa velocità. Sebbene ciò costituisca solo lo 0.000165% dei tre miliardi di paia di basi del genoma umano, una singola lesione non riparata in un gene critico per il cancro può avere conseguenze catastrofiche per un individuo.

### Danno al DNA mitocondriale contro danno al DNA cellulare
Nelle cellule umane, ed in quelle eucariotiche in generale, il DNA è localizzato in due differenti compartimenti - nel nucleo e nei mitocondri. Il DNA nucleare (nDNA) esiste in strutture aggregate su larga scala note come cromosomi, che sono composte da avvolgimenti di DNA intorno a proteine simili a perle denominate istoni. Quando una cellula deve esprimere l'informazione genetica codificata nel suo nDNA, la relativa regione cromosomica viene svolta, i geni localizzati all'interno di essa vengono espressi, e quindi la regione viene nuovamente condensata nella sua conformazione quiescente. Il DNA mitocondriale (mtDNA) è situato nei mitocondri ed costituito da 5-10 molecole di DNA circolare privo di istoni contenenti un totale di 37 geni. Nei mitocondri, le specie reattive dell'ossigeno (ROS), e i radicali liberi, originati dalla continua produzione di adenosintrifosfato (ATP) mediante fosforilazione ossidativa, creano un ambiente altamente ossidativo in grado di danneggiare il mtDNA.

### Cause di danno
Il danno al DNA può essere classificato in due tipi principali:
1. danno endogeno, come quello causato dall'attacco di radicali reattivi dell'ossigeno derivanti da sottoprodotti del normale metabolismo cellulare (mutazioni spontanee);
2. danno esogeno, causato da agenti esterni quali
  1. radiazioni ultraviolette provenienti dal sole (UVA 315-400 nm - UVB 280-315 nm e UVC 100-280 nm) tra questi si pensa che gli UVB rappresentano i più pericolosi anche se a causa dell'assottigliamento dell'ozono anche i raggi UVC hanno dimostrato particolare pericolosità [3].
  2. radiazioni di diversa frequenza, comprendenti i raggi-X ed i raggi gamma
  3. idrolisi o distruzione termica
  4. alcune tossine vegetali
  5. mutageni chimici prodotti dall'uomo, come gli idrocarburi derivanti dal fumo di sigaretta
  6. chemioterapia o radioterapia

La replicazione di DNA danneggiato prima di una divisione cellulare può portare all'incorporazione di basi scorrette complementari alle basi danneggiate. Una volta che le basi scorrette sono state ereditate dalle cellule figlie, queste ultime diventano cellule mutate (cellule che portano mutazioni), e non vi è più modo di tornare indietro (tranne rarissimi processi di retromutazione e conversione genica).

### Tipi di danno
Il danno endogeno coinvolge la struttura primaria piuttosto che la struttura secondaria della doppia elica. Esso può essere suddiviso in quattro classi: 
1. ossidazione di basi [es. 8-oxo-7,8-diidroguanina (8-oxoG)] e generazione di interruzioni nei filamenti di DNA ad opera di specie reattive dell'ossigeno,
2. alchilazione di basi (generalmente metilazione), con formazione, ad esempio, di 7-metilguanina
3. idrolisi di basi, come la depurinazione e la depirimidinazione
4. mismatch (appaiamento errato) di basi, dovute ad una replicazione del DNA in cui la base scorretta è "cucita" nel filamento che formerà la nuova molecola di DNA.

## Meccanismi di riparazione del DNA
Le cellule non possono tollerare un danno al DNA che comprometta l'integrità e l'accessibilità di informazioni essenziali nel genoma (tuttavia le cellule restano superficialmente funzionali quando i cosiddetti geni "non essenziali" mancano o sono danneggiati). Una varietà di strategie di riparazione si è evoluta per ripristinare l'informazione perduta, secondo il tipo di danno inflitto alla struttura a doppia elica del DNA. Le cellule utilizzano, come stampo per il ripristino, il filamento complementare non modificato di DNA, oppure il cromosoma fratello. In mancanza di un accesso all'informazione dello stampo, il riparo del DNA è soggetto ad errori (ma ciò può essere anche una via standard: molte rotture del doppio filamento nelle cellule di mammifero, ad esempio, sono riparate senza assistenza da parte di uno stampo; vedi sotto).
Il danno al DNA altera la configurazione spaziale dell'elica e tali alterazioni possono essere rilevate dalla cellula. Una volta che il danno è stato localizzato, molecole specifiche di riparo del DNA sono reclutate e vanno a legarsi su o presso il sito di lesione, inducendo altre molecole a legarsi fino a formare un complesso che rende possibile il riparo. I tipi di molecole coinvolte ed il meccanismo di riparo che viene attivato dipendono:
1. dal tipo di danno al DNA
2. dal fatto che la cellula sia entrata o no in uno stato di senescenza
3. dalla fase del ciclo in cui si trova la cellula

### Danno al singolo filamento
Quando solo uno dei due filamenti di un cromosoma presenta un difetto, l'altro filamento può essere usato come stampo per guidare la correzione del filamento danneggiato. Al fine di riparare il danno di una delle due eliche di DNA, ci sono numerosi meccanismi tramite i quali si può realizzare la riparazione del DNA.
Questi includono:
1. Reversione diretta del danno mediante vari meccanismi specializzati. Esempi sono la metil guanina metil transferasi (MGMT) che rimuove specificamente gruppi metilici dalla guanina, e la fotoliasi nei batteri, che rompe il legame chimico creato dai raggi ultravioletti tra basi adiacenti di timina. Nessun filamento-stampo è richiesto per questo tipo di riparo.
2. Meccanismi di riparazione per escissione, che rimuovono il nucleotide danneggiato sostituendolo con un nucleotide non danneggiato complementare al nucleotide presente nel DNA non danneggiato. Questi comprendono:
  1. Riparazione per escissione di base (Base Excision Repair, o BER) che ripara il danno che coinvolge un singolo nucleotide, causato da ossidazione, alchilazione, idrolisi, oppure deaminazione;il meccanismo enzimatico parte dall'attivazione di una DNA-glicosilasi che riconosce la base alterata e rompe il legame N-glicosidico, poi una AP-endonucleasi 1 (AP: sito a-purinico o apirimidinico, più in generale noto come sito abasico) elimina la base azotata, lasciando il fosfato e il deossiribosio; ancora, una liasi toglie fosfato e zucchero così che una DNA-polimerasi leghi il nuovo nucleotide e la ligasi lo incorpori nel filamento. Il BER quindi può riparare la de-aminazione della Citosina in Uracile o la trasformazione della Guanina in 8-oxo-guanina, analogo dell'adenina.
  2. Riparazione per escissione di nucleotidi (Nucleotide Excision Repair, o NER), che ripara un danno che coinvolge filamenti lunghi da 2 a 30 nucleotidi. Questi includono danni da voluminosa distorsione dell'elica, quali i dimeri di timina causati da luce UV, che provocano mutazioni di un singolo filamento. La sequenza enzimatica è: il complesso XPC-hHR23B (o Rad23B) riconosce il sito da riparare, XPB e XPD (elicasi) srotolano l'elica, XPG e XPF (endonucleasi) tagliano ed eliminano l'oligonucleotide contenente il danno, DNA-polimerasi sintetizza nuovamente il DNA nel sito del danno, Dna-Ligasi che "ricuce" il filamento riparato. Una forma specializzata di NER nota come riparazione associata alla trascrizione (Transcription-Coupled Repair, o TCR) dispiega enzimi NER ad alta priorità per geni che sono attivamente trascritti;
  3. Mismatch Repair (MMR), che corregge errori di replicazione e di ricombinazione genetica che determinano la formazione di nucleotidi male appaiati in seguito alla replicazione del DNA. Gli enzimi coinvolti e studiati in E. Coli sono: MutS, che riconosce il mismatch e vi si lega; MutL, attivato dal complesso DNA-MutS, che attiva a sua volta MutH, che insieme ad una endonucleasi taglia il frammento contenente il mismatch, dopo che la elicasi ha aperto la doppia elica, così che la DNA-polimerasi possa aggiungere il frammento opportuno e la ligasi unire gli estremi dei due filamenti. I corrispettivi umani di tali enzimi sono: MSH6 e MSH2 (per MutS); MLH1 e PMS2 (per MutL). Di questi quelli generalmente mutati e coinvolti nella cancerogenesi sono il MSH2 e MLH1 (v. ad esempio la sindrome del carcinoma del colon-retto non poliposico HNPCC).

### Riparazione associata alla trascrizione
Nonostante il genoma sia sempre "sorvegliato" in tutta la sua struttura, esistono meccanismi atti a garantire che le zone di maggior rilevanza siano corrette prima. La priorità assoluta, ad esempio, è data alla correzione delle sequenze che trascrivono per proteine che sono attivamente espresse dalla cellula. Ciò avviene perché le RNA polimerasi son capaci di bloccarsi nei siti coinvolti da una lesione, dirigendo il macchinario di riparazione in questi siti. Questo porta ad una riparazione del DNA altamente specifica ed efficiente, che garantisce di riparare prima i danni più gravi e solo dopo procedere a riparare i danni che han subito zone non significative per la vitalità della cellula.

### Rotture del doppio filamento
Un tipo particolarmente pericoloso di danno al DNA (chiamato anche Double-Strand-Break, DSB) per le cellule in divisione è la rottura di entrambi i filamenti della doppia elica. Esistono due meccanismi capaci di riparare questo danno. Essi sono generalmente conosciuti come 'Non-Homologous End-Joining' (saldatura delle estremità non omologhe) e 'riparazione per ricombinazione' (o riparazione assistita da stampo, o ricombinazione omologa).
La riparazione per ricombinazione richiede la presenza di una sequenza identica (o quasi) che possa essere usata come stampo per la riparazione di una rottura. Il macchinario enzimatico responsabile per questo processo è praticamente identico al macchinario responsabile del crossing-over nelle cellule germinali durante la meiosi. Il meccanismo di riparazione per ricombinazione è usato in maniera predominante durante le fasi del ciclo cellulare in cui il DNA si sta replicando o ha completato la duplicazione. Ciò permette ad un cromosoma danneggiato di essere riparato con l'impiego, come stampo, di un cromatide fratello neosintetizzato, come una copia identica che è, per di più, ordinatamente appaiata alla regione danneggiata. Molti geni nel genoma umano sono presenti in copie multiple fornendo diverse possibili fonti di sequenze identiche. Ma la riparazione per ricombinazione che si basa su queste copie come stampi reciproci è problematico dal momento che porta a traslocazioni cromosomiche e ad altri tipi di riarrangiamento cromosomico.
Il Non-Homologous End-Joining (NHEJ) riunisce le due estremità della rottura in assenza di una sequenza che possa fungere da stampo. Tuttavia può esserci una perdita di sequenza durante questo processo e quindi tale riparo può essere mutagenico. Nel NHEJ intervengono il complesso Ku70/Ku80 e la protein chinasi DNA-PK che interagiscono tra loro e riconoscono le estremità della rottura a doppio filamento. Le estremità possono essere processate, seppur in maniera limitata, dal complesso MRN che ha attività esonucleasica. Sono infine reclutate le proteine XRCC4 e la DNA ligasi 4 che ricongiungono le due estremità rotte. Il NHEJ può verificarsi a tutti gli stadi del ciclo cellulare, ma nelle cellule di mammifero è il principale meccanismo fino a quando la replicazione del DNA non rende possibile la riparazione per ricombinazione con impiego del cromatide fratello come stampo.
Dal momento che la grande maggioranza del genoma negli umani e negli altri organismi pluricellulari è fatta di DNA che non contiene geni, il cosiddetto "junk DNA" o "DNA spazzatura", un NHEJ mutagenico è probabilmente meno pericoloso di una riparazione assistita da stampo costituito da sequenze presenti in copia multipla, dato che in quest'ultimo caso si produrrebbero riarrangiamenti cromosomici indesiderati. Il macchinario enzimatico usato per il NHEJ è anche utilizzato nelle cellule B per riunire rotture generate dalle proteine RAG durante la ricombinazione VDJ, passo cruciale nella produzione della diversità degli anticorpi da parte del sistema immunitario.

## Riparazione del DNA in corso di malattia o invecchiamento

### Una deficienza dei meccanismi di riparazione del DNA causa patologie
Quando le cellule invecchiano, si accumula una somma di danni al DNA che supera la velocità di riparazione e determina una riduzione della sintesi proteica. Poiché le proteine nella cellula svolgono numerose funzioni vitali, la cellula viene lentamente compromessa ed alla fine muore. Quando, in un organo, un numero sufficiente di cellule raggiunge un tale stato, l'organo stesso risulterà compromesso e cominceranno a manifestarsi sintomi di malattia. Studi sperimentali sugli animali, in cui erano stati silenziati geni coinvolti nella riparazione del DNA, hanno evidenziato un accelerato invecchiamento, una manifestazione precoce di malattie connesse con l'età avanzata, ed aumentata suscettibilità al cancro. Alcuni studi, tuttavia, hanno anche confermato che il calo della durata della vita non sia esclusivamente imputabile all'accumulo di mutazioni sul DNA.

### La velocità della riparazione del DNA è variabile
Se la velocità del danneggiamento del DNA supera la capacità di riparazione della cellula, l'accumulo di errori può sopraffare la cellula ed evolvere in senescenza, apoptosi, o cancro. Le patologie ereditarie associate con difetti nella riparazione del DNA determinano invecchiamento prematuro (come la sindrome di Werner) e una aumentata sensibilità ai carcinogeni (come lo Xeroderma Pigmentoso). Studi in animali, nei quali i geni per la riparazione del DNA sono stati inibiti, mostrano profili patologici simili.
D'altro canto, organismi in cui i sistemi di riparazione del DNA sono esaltati, come ad esempio Deinococcus radiodurans (noto anche come "Conan il batterio", indicato nel Guinnes dei Primati come il batterio più resistente del mondo), mostrano notevole resistenza alla radioattività, poiché i loro enzimi di riparazione del DNA sono in grado di lavorare a velocità insolitamente elevate e di tenere il passo con il danno indotto dalle radiazioni, e poiché contengono da 4 a 10 copie del genoma. In studi sugli esseri umani, è stato riscontrato in giapponesi centenari un genotipo mitocondriale comune, che li predispone ad un ridotto danno al DNA dei mitocondri.
Studi su fumatori hanno evidenziato che, negli individui portatori di una mutazione che causa una minore espressione del potente gene per la riparazione del DNA hOGG1, la loro suscettibilità al cancro dei polmoni e ad altri tipi di cancro correlati con il fumo è aumentata. I polimorfismi di singolo nucleotide (Single Nucleotide Polymorphisms o SNP) associati a questa mutazione sono clinicamente rilevabili.

### Disordini ereditari nella riparazione del DNA
Difetti nei meccanismi NER sono responsabili di diversi disordini genetici, quali:
- Xeroderma pigmentoso: ipersensibilità alla luce solare/UV, che determina aumentata incidenza di cancro alla cute ed invecchiamento precoce
- Sindrome di Cockayne: ipersensibilità a raggi UV e ad agenti chimici
- Tricotiodistrofia: sensibilità della pelle e fragilità di unghie e capelli

Un ritardo mentale accompagna spesso gli ultimi due disordini, suggerendo un'aumentata vulnerabilità dei neuroni nello sviluppo.
Altre patologia legate a difetti nella riparazioni del DNA comprendono:
- Sindrome di Werner: invecchiamento precoce e crescita ritardata
- Sindrome di Bloom: ipersensibilità alla luce solare, elevata incidenza di patologie maligne (in particolar modo leucemie).
- Atassia-teleangectasia: sensibilità alle radiazioni ionizzanti e ad alcuni agenti chimici

Tutte le malattie sopra elencate sono spesso indicate come "progerie segmentali" ("malattie da invecchiamento accelerato"), dato che le persone che ne sono colpite appaiono anziane e sono affette da disturbi correlati all'invecchiamento ad un'età insolitamente giovane.
Altre patologie associate ad una ridotta funzionalità nella riparazione del DNA comprendono l'anemia di Fanconi, il cancro ereditario della mammella, ed il cancro ereditario al colon.

### Disordini cronici nella riparazione del DNA
Patologie croniche possono essere associate ad un aumentato danno al DNA. Ad esempio, il fumo di sigaretta causa danno ossidativo al DNA e ad altre componenti delle cellule di cuore e polmoni, determinando la formazione di addotti del DNA (molecole che distruggono il DNA). È stato dimostrato che il danno al DNA può essere un fattore alla base di patologie che vanno dall'aterosclerosi alla malattia di Alzheimer, in cui i pazienti hanno una minore capacità di riparare il danno al DNA delle cellule cerebrali. Anche il danno al DNA mitocondriale è stato messo in relazione con numerosi disordini.

### Geni della longevità e riparazione del DNA
È noto che alcuni geni influenzano le variazioni nella durata della vita all'interno di una popolazione di organismi. Studi in organismi modello come lieviti, vermi, mosche e topi, hanno permesso di identificare singoli geni che, se modificati, sono in grado di raddoppiare la durata della vita (ad es. una mutazione nel gene age-1 del nematode Caenorhabditis elegans). Questi sono notoriamente messi in relazione con funzioni cellulari diverse dalla riparazione del DNA; tuttavia, seguendo le vie influenzate da tali geni fino al destino finale, è stato osservato che essi mediano una di queste tre funzioni:
1. aumento della velocità di riparazione del DNA
2. aumento della velocità di produzione di antiossidanti, oppure
3. diminuzione della velocità di produzione di ossidanti.

Quindi, il modello comune a molti geni capaci di influenzare la durata della vita consiste, a valle, nell'effetto di alterare la velocità del danneggiamento del DNA.

### La restrizione calorica incrementa la riparazione del DNA
È stato dimostrato che la restrizione calorica (CR) accresce la durata della vita e diminuisce le patologie correlate all'età, in tutti gli organismi in cui essa è stata studiata, da forme di vita unicellulari come il lievito, fino a organismi pluricellulari quali vermi, mosche, topi, e primati. Il meccanismo mediante il quale la CR agisce è connesso con un certo numero di geni correlati al rilevamento dei nutrienti, che mandano alla cellula il segnale per alterare l'attività metabolica quando c'è carenza di nutrienti, in particolare carboidrati. Quando la cellula rileva una diminuzione nella disponibilità di carboidrati, viene innescata l'attivazione dei geni DAF-2, AGE-1 e SIR-1 capaci di influenzare la longevità.
È stato proposto che il motivo per cui una carenza di nutrienti induce in una cellula uno stato di aumentata riparazione del DNA ed un aumento della longevità è associato al meccanismo evolutivamente conservato dell'ibernazione cellulare. Questa, essenzialmente, consente ad una cellula di mantenere uno stato di inattività fino al sopraggiungere di condizioni più favorevoli. Durante questo periodo, la cellula deve diminuire la sua usuale velocità metabolica, ed uno dei modi per ottenere questo risultato consiste nella riduzione dell'instabilità genomica. Così, la velocità di invecchiamento della cellula è variabile, e può essere influenzata da fattori ambientali quali la disponibilità di nutrienti, che mediano il loro effetto alterando la velocità di riparazione del DNA.

## Riparazione del DNA ed evoluzione
Un tipo di danno al DNA consiste nell'alterazione di un nucleotide (una mutazione), che altera l'informazione portata nella sequenza di DNA. Poiché le mutazioni e la ricombinazione del DNA sono lo strumento principale attraverso il quale si realizza l'evoluzione, la velocità di riparazione del DNA influenza la velocità di evoluzione. Se la velocità di riparazione del DNA raggiunge un livello molto alto, la velocità di mutazione è ridotta, determinando una corrispondente riduzione della velocità di evoluzione. Al contrario, un alto tasso di mutazione incrementa la velocità dell'evoluzione.

### I meccanismi di riparazione del DNA sono antichi
Da un punto di vista geocronologico, i meccanismi di riparazione del DNA si sono evoluti durante il Precambriano, non molto tempo dopo che la vita iniziò ad usare gli acidi nucleici come strumenti per la codifica dell'informazione genetica.
In questo periodo l'ossigeno atmosferico iniziava ad aumentare costantemente per poi raggiungere, con l'esplosione delle piante fotosintetiche nel Cambriano, approssimativamente i livelli attuali. 
La tossicità dell'ossigeno, dovuta alla formazione di radicali liberi, ha richiesto l'evoluzione di meccanismi in grado di ridurre e riparare tali danni. Attualmente possiamo osservare meccanismi altamente conservati di riparazione del DNA, che gli umani hanno in comune con specie tanto diverse come mosche e vermi: esistono in ogni caso meccanismi di riparazione estremamente conservati ed altri comuni solo agli organismi aventi un genoma più complesso.

### Malattia, morte, ed evoluzione
La velocità di riparazione del DNA gioca un ruolo vitale, a livello cellulare, nelle malattie (non infettive) e nell'invecchiamento, e, a livello di popolazioni, nell'evoluzione. Sono state individuate due importanti relazioni:
1. velocità di riparazione del DNA e mutazioni
2. velocità di riparazione del DNA ed invecchiamento

Poiché le mutazioni sono direttamente correlate con l'evoluzione, emerge un nuovo modo di guardare alla relazione tra evoluzione ed invecchiamento. Appare chiaro che il meccanismo delle mutazioni, se fornisce al genoma la plasticità per adattarsi, è anche responsabile della destabilizzazione del genoma stesso, come pure della sua suscettibilità alle malattie ed all'invecchiamento. Gli organismi sono soggetti alle malattie ed all'invecchiamento essenzialmente perché le mutazioni sono il principale motore dell'evoluzione? La questione è ancora aperta e sono state proposte numerose teorie.

## Medicina e modulazione della riparazione del DNA
Svariate prove legano il danno al DNA con la morte e la malattia. Secondo quanto indicato da recenti studi di iperespressione, l'aumento dell'attività di alcuni enzimi di riparo del DNA potrebbe diminuire la velocità di invecchiamento e le malattie. Ciò potrebbe consentire la messa a punto di interventi umani in grado di conferire anni di integrità e di salute ad una popolazione in via di invecchiamento. Tuttavia, non tutti gli enzimi di riparo che vengono sovraespressi hanno effetti benefici. Alcuni di essi possono introdurre nuove mutazioni in un DNA integro. Una ridotta specificità di substrato è stata implicata in questi tipi di errori.

### Trattamento del cancro
Procedure come la chemioterapia e la radioterapia agiscono inficiando la capacità della cellula di riparare il danno al DNA e determinando la morte cellulare. Le cellule in attiva divisione, come quelle cancerose, ne sono colpite in maniera preferenziale. L'effetto collaterale è che vengono colpite anche altre cellule, che non sono cancerose ma che hanno una simile tendenza a dividersi rapidamente, come le cellule staminali del midollo osseo. I moderni trattamenti contro il cancro cercano di limitare il danno del DNA esclusivamente a cellule e tessuti associati al cancro.

### Terapia genica
Al fine di impieghi terapeutici del riparo del DNA, la sfida consiste nello scoprire quali particolari enzimi di riparo mostrano la più esatta specificità per i siti danneggiati, in modo che la loro sovraespressione possa portare ad una aumentata funzionalità nel riparo del DNA. Una volta che sono stati identificati i fattori di riparo appropriati, il prossimo passo è di scegliere il modo appropriato per somministrarli alla cellula, per produrre trattamenti vitali per le malattie e l'invecchiamento. Lo sviluppo di geni "smart", capaci di alterare la quantità di proteina prodotta in base al mutare delle condizioni della cellula, si propone di incrementare l'efficacia dei trattamenti di ausilio al riparo del DNA.

## Riparo genico
A differenza di molteplici meccanismi di riparo per il DNA endogeno, il riparo genico (o correzione genetica) si riferisce ad una forma di terapia genica che individua e corregge mutazioni cromosomiche responsabili di un disordine, sostituendo la sequenza difettosa di DNA con la sequenza desiderata, mediante tecniche come la mutagenesi diretta da oligonucleotidi. Le mutazioni genetiche che necessitano di riparo generalmente vengono ereditate, ma possono anche essere indotte oppure acquisite (come nel cancro).